# Ернстр Венеманс
Ернстр Венеманс (нід. Ernst Veenemans, 18 березня 1940 — 2 жовтня 2017) — нідерландський академічний веслувальник.
Срібний призер Олімпійських Ігор 1964 року в складі розпашної двійки без стернового, учасник 1960 року.
Чемпіон Європи 1964 року в складі розпашної двійки без стернового, бронзовий призер 1961 року в складі розпашної двійки без стернового.